# ديلاوير (أوكلاهوما)
ديلاوير (بالإنجليزية: Delaware, Oklahoma)‏ هي بلدة أمريكية تقع في الولايات المتحدة في مقاطعة نوواتا، أوكلاهوما. يقدر عدد سكانها بـ 417 نسمة ومساحتها 1.0 كم2 وترتفع عن سطح البحر 219 متر.

## التركيبة السكانية
حدّد مكتب تعداد الولايات المتحدة بيانات التركيبة السكانية لديلاوير في تعداد الولايات المتحدة. في ما يلي، التركيبة السكانية حسب تعدادي 2000 و2010.

### تعداد عام 2000
بلغ عدد سكان ديلاوير 456 نسمة بحسب تعداد عام 2000، وبلغ عدد الأسر 171 أسرة وعدد العائلات 130 عائلة مقيمة في البلدة. في حين سجلت الكثافة السكانية 460.6 نسمة لكل كيلومتر مربع (1,192.9/ميل2). وبلغ عدد الوحدات السكنية 194 وحدة بمتوسط كثافة قدره 196 لكل كيلومتر مربع (507.6/ميل2).
وتوزع التركيب العرقي للبلدة بنسبة 73.25% من البيض و21.93% من الأمريكيين الأصليين و0.44% من الأعراق الأخرى و4.39% من عرقين مختلطين أو أكثر و0.66% من الهسبانيون أو اللاتينيون من أي عرق.
بلغ عدد الأسر 171 أسرة كانت نسبة 41.5% منها لديها أطفال تحت سن الثامنة عشر تعيش معهم، وبلغت نسبة الأزواج القاطنين مع بعضهم البعض 60.2% من أصل المجموع الكلي للأسر، ونسبة 9.9% من الأسر كان لديها معيلات من الإناث دون وجود شريك،  بينما كانت نسبة 5.8% من الأسر لديها معيلون من الذكور دون وجود شريكة وكانت نسبة 24% من غير العائلات. تألفت نسبة 20.5% من أصل جميع الأسر من عدة أفراد يعيشون في نفس المنزل ونسبة 9.9% كانت تتألف من شخص يعيش بمفرده يبلغ من العمر 65 عاماً أو أكثر. وبلغ متوسط حجم الأسرة المعيشية 2.67، أما متوسط حجم العائلات فبلغ 3.05.
بلغ العمر الوسطي للسكان 36.0 عاماً. وكانت نسبة 28.1% من القاطنين تحت سن الثامنة عشر، وكانت نسبة 11% بين الثامنة عشر والرابعة والعشرين عاماً، ونسبة 27.9% كانت واقعةً في الفئة العمرية ما بين الخامسة والعشرين والرابعة والأربعين عاماً، ونسبة 20.6% كانت ما بين الخامسة والأربعين والرابعة والستين، ونسبة 12.5% كانت ضمن فئة الخامسة والستين عاماً فما فوق. يوجد لكل 100 أنثى 109.2 ذكر، ويوجد لكل 100 أنثى في الثامنة عشر من عمرها فما فوق 97.6 ذكر.
بلغ متوسط دخل الأسرة في البلدة 28,167 دولارًا، أما متوسط دخل العائلة فبلغ 31,071 دولارًا. وكان متوسط دخل الذكور 27,917 دولارًا مقابل 18,125 دولارًا للإناث. وسجل دخل الفرد الخاص بالبلدة 11,099 دولارًا. وكانت نسبة 9.7% من العائلات ونسبة 18.5% من السكان تحت خط الفقر، وكان من هؤلاء نسبة 21.8% تحت سن الثامنة عشر ونسبة 22.7% في الخامسة والستين من العمر وما فوق.

### تعداد عام 2010
بلغ عدد سكان ديلاوير 417 نسمة بحسب تعداد عام 2010، وبلغ عدد الأسر 160 أسرة وعدد العائلات 120 عائلة مقيمة في البلدة. في حين سجلت الكثافة السكانية 421.2 نسمة لكل كيلومتر مربع (1,090.9/ميل2). وبلغ عدد الوحدات السكنية 188 وحدة بمتوسط كثافة قدره 189.9 لكل كيلومتر مربع (491.8/ميل2).
وتوزع التركيب العرقي للبلدة بنسبة 71.70% من البيض و0.96% من الأمريكيين الأفارقة و18.71% من الأمريكيين الأصليين و0.24% من سكان جزر المحيط الهادئ و8.39% من عرقين مختلطين أو أكثر و1.92% من الهسبانيون أو اللاتينيون من أي عرق.
بلغ عدد الأسر 160 أسرة كانت نسبة 36.9% منها لديها أطفال تحت سن الثامنة عشر تعيش معهم، وبلغت نسبة الأزواج القاطنين مع بعضهم البعض 50.6% من أصل المجموع الكلي للأسر، ونسبة 16.9% من الأسر كان لديها معيلات من الإناث دون وجود شريك،  بينما كانت نسبة 7.5% من الأسر لديها معيلون من الذكور دون وجود شريكة وكانت نسبة 25% من غير العائلات. تألفت نسبة 21.9% من أصل جميع الأسر من عدة أفراد يعيشون في نفس المنزل ونسبة 11.2% كانت تتألف من شخص يعيش بمفرده يبلغ من العمر 65 عاماً أو أكثر. وبلغ متوسط حجم الأسرة المعيشية 2.61، أما متوسط حجم العائلات فبلغ 2.98.
بلغ العمر الوسطي للسكان 37.8 عاماً. وكانت نسبة 27.1% من القاطنين تحت سن الثامنة عشر، وكانت نسبة 6.7% بين الثامنة عشر والرابعة والعشرين عاماً، ونسبة 24.2% كانت واقعةً في الفئة العمرية ما بين الخامسة والعشرين والرابعة والأربعين عاماً، ونسبة 28.8% كانت ما بين الخامسة والأربعين والرابعة والستين، ونسبة 13.2% كانت ضمن فئة الخامسة والستين عاماً فما فوق. وتوزع التركيب الجنسي للسكان بنسبة 49.2% ذكور و50.8% إناث.